# Харвардска спектрална класификација
Харвардска спектрална класификација представља класификацију звезди према њиховим физичким особинама, одређеним првенствено уз помоћ спектралне анализе, посебно према температури у фотосфери звезде. Разликујемо неколико различитих класа:
- класа О: плавичасто беле звезде, температуре 25.000–35.000 K, у спектру имају јонизовани хелијум, азот и кисеоник, неутрални хелијум и водоник, пример је звезда Λ у Ориону.
- класа : плаве, 15.000–25.000 K, хелијум, водоник, калцијум; Ригел, Спика, Регулус.
- класа : беле, 9.000 K, водоник, калцијум; Сиријус и Вега.
- класа : жутобеле, 7.000 K, водоник, калцијум, неки метали; Прокион и Кастор.
- класа : жуте, 6.000 K, водоник, кaлцијум, метали; Сунце и Капела.
- класа : наранџастожуте, 4.500 K, калцијум, метали, молекули водоника; Полукс, Арктур, Алдебаран.
- класа M: црвене, 2.500-3.500 K, метали, титан-оксид; у овој класи се појављују и променљиве звезде; Антарес, Бетелгез, Мира.

Као и W (екстремно топле, и до 100.000K, тзв. Волф-Раје), P (нове), Q (супернове). Издвајају се и поткласе R (3.500 K, угљен-диоксид и угљен-моноксид, цијан), N (црвене, 2.500 K), S (слична класи М). 
У оквиру сваке класе постоји подела са ознакама 0–9, па је тако Сунце спектралне класе G2. Уколико из фотосфере звезде уместо уобичајених апсорпционих линија и трака примамо емисионе линије, као суфикс на име класе са бројем се додаје „е“.

## Подела на спектралне класе
Постоје разне класификације за звезде, али најпопуларнија класификација је она коју је измислила Ени Канон. Код ове класификације звезде се сврставају по сјајности и величини тако да сваки разред звезде добија обележавајуће слово: O,B,A,F,G,K,M после чега следи једнознаменасти број од 1 до 9 која обележава поткатегорију сјајности и величине. Тако на пример, слово O означава велику сјајну звезду, док на самом крају слово M су звезде које су на прагу величине довољне за покретање нуклеарне фузије. У овој класификацији наше Сунце припада звездама разреда G2.
| Класа | Ефективна температура | Вега-релативна хроматичност | Хроматичност (D65) | Маса главног низа (соларних маса) | Радијус главног низа (соларни радијус) | Сјај главног низа (болометријски ) | Водоникове линије | Фракција свих звезда главног низа |
| ----- | --------------------- | --------------------------- | ------------------ | --------------------------------- | -------------------------------------- | ---------------------------------- | ----------------- | --------------------------------- |
| O     | ≥ 30.000 K            | blue                        | blue               | ≥ 16 M☉                           | ≥ 6,6                                  | ≥ 30.000                           | Слаба             | ~0,00003%                         |
| B     | 10.000–30.000 K       | blue white                  | deep blue white    | 2,1–16 M☉                         | 1,8–6,6                                | 25–30.000                          | Средња            | 0,13%                             |
| A     | 7.500–10.000 K        | white                       | blue white         | 1,4–2,1 M☉                        | 1,4–1,8                                | 5–25                               | Јака              | 0,6%                              |
| F     | 6.000–7.500 K         | yellow white                | white              | 1,04–1,4 M☉                       | 1,15–1,4                               | 1,5–5                              | Средња            | 3%                                |
| G     | 5.200–6.000 K         | yellow                      | yellowish white    | 0,8–1,04 M☉                       | 0,96–1,15                              | 0,6–1,5                            | Слаба             | 7,6%                              |
| K     | 3.700–5.200 K         | light orange                | pale yellow orange | 0,45–0,8 M☉                       | 0,7–0,96                               | 0,08–0,6                           | Веома слаба       | 12,1%                             |
| M     | 2.400–3.700 K         | orange red                  | light orange red   | 0,08–0,45 M☉                      | ≤ 0,7                                  | ≤ 0,08                             | Веома слаба       | 76,45%                            |

Спектралне класе од О до М, као и друге више специјализоване класе, подељене су арапским бројевима (0–9), где 0 означава најтоплије звезде дате класе. На пример, А0 означава најтоплије звезде у класи А, а А9 оне најхладније. Дозвољени су разломљени бројеви; на пример, звезда Миа Нормај класификована је као О9.7. Сунце је класификовано као Г2.

#### Класа O
Звезде Класе О веома су ретке, сјајне, масивне и вруће. На сваких 32.000 звезда долази једна Класе О. Просечна О звезда светлија је од Сунца неколико стотина хиљада пута, те чак и неколико милијуна пута. Велику количину зрачења ове звезде испуштају у УВ делу спектра. Спектар ових звезда одликују снажне апсорпционе линије  II, снажно јонизоване (заједно с линијама  IV,  III,  III и  III), неутралне линије He и снажне водоникове Балмерове линије. Због своје велике масе, гориво троше веома брзо те им је животни век веома кратак. Овакве звезде често завршавају као супернове. 
Настанак планета уз овакве звезде је мало вероватан због снажног зрачења звезда. 
- Примери: Зета Крме, Ламбда Ориона, Делта Ориона.

#### Класа
Звезда класе B врло су вруће, сјајне и масивне. Њихов спектар обележен је линијама неутралног хелијума и умерено снажним линијама водоника. Од јонизованих метала могу се наћи линије  II и  II. Као и звезде класе O, врло су масивне, кратко живе и због тога се често налази у близини подручја где су настале. Звезде класе B често се налазе у групацијама које се зову OB асоцијације које су пак повезане с великим међузвезданим молекуларним облацима. Асоцијација Орион OB1 заузима већи део нашег спиралног крака у Млечној стази и садржи неке од најсветлијих звезда у сазвежђу Ориону. Звезде типа B чине 0,13% звездане популације главног низа.
- Примери: Ригел, Спика, звезде у Плејадама.

Звезде класе A чине највећи део звезда видљивих голим оком. Њихова боја је плаво-бела. У њиховим спектрима пронађене су снажне линије водоника и јонизираних метала ( II,  II и  II). Код ових звезда почиње се уочавати и јачање линије  II. Ове звезде чине 0,63% популације звезда главног низа. 
- Примери: Вега, Сириус и Денеб.

Звезде класе F сјајне су и вруће али не и толико масивне. Зато их се велик број налази у главном низу. Спектри ових звезда поседују јаче линије H и K од  II. Неутрални метали (Fe I, Cr) почињу да показују своје линије у каснијим стадијумима класе F. Линије водоника и хелијума почињу слабити код ових звезда. Боја звезда разреда F је бела или бело-жута. Њихов удео у популацији звезда главног низа је 3,1%.
- Примери: Канопус, Процион.

Звезде класе G су најбоље познате због чињеница да Сунце спада у ову класу. У спектру су најуочљивије H и K линије Ca II. Линије водоника слабије су него код звезда класе F, али заједно с јонизованим металима, поседују и неутралне метале. G звезде су већином звезде главног низа јер веледивови често мењају спектар између класе O и B, те класе K и M, кратко се задржавајући у класи G. Класа  је такође и врло нестабилна спектрална класа за веледивове. Укупно 8% свих звезда главног низа спадају у ову спектралну класу.
- Примери: Сунце, Капела, Алфа Кентаури .

У класу K спадају наранчасте звезде, нешто хладније него Сунце. Неке од звезда разреда K су веледивови као Арктур, а неке чланови главног низа као Алфа Кентаури Б. Код ових звезда спектралне линије водоника су веома слабе, ако генерално и постоје. Већина апсорпционих линија у спектру потиче од неутралних метала ( I,  I,  I). Каснији стадији спектралног разреда F показују и линије 2.  звезде чине 13% популације звезда главног низа.
- Примери: Арктур, Алфа Кентаури , Алдебаран

Звезде класе M су најчешће звезде. Око 78% свих звезда спада у црвене патуљке, попут Проксима Кентаури. Zvezde класе M mogu biti i veledivovi poput Антареса или Бетелгеза као и променљиве звезде типа Мира. Каснији стадији класе M такође садржавају и смеђе патуљке. Спектралне линије звезда класе M показују линије молекула и све линије које припадају неутралним металима. У већини случајева линије водоника не постоје. Линије 2 су веома снажне и доминантне у каснијим стадијумима класе M. Понекад се могу пронаћи линије ванадијумовог оксида.